# Krupá (Kolíni járás)
Krupá település Csehországban, a Kolíni járásban. Krupá Kostelec nad Černými lesy, Přistoupim, Kšely és Vitice településekkel határos. Lakosainak száma 409 fő (2024. január 1.).

## Népesség
A település lakosságának változását az alábbi diagram mutatja:
| Lakosok száma | 346  | 463  | 490  | 372  | 346  | 360  | 390  | 391  | 397  | 409  |
|               | 1869 | 1890 | 1921 | 1950 | 1980 | 2001 | 2017 | 2019 | 2022 | 2024 |